# Oederquart
Oederquart is een gemeente in de Duitse deelstaat Nedersaksen. De gemeente maakt deel uit van de Samtgemeinde Nordkehdingen in het Landkreis Stade.
Oederquart telt 1.023 inwoners.
Oederquart grenst in het zuiden aan Oberndorf (Oste), in de Samtgemeinde Land Hadeln. 
Het dorp is tot buiten de regio bekend vanwege zijn bezienswaardige dorpskerk.  Deze, evangelisch-lutherse, Johanneskerk, werd omstreeks 1330 gebouwd en in 1774 aanzienlijk vergroot. In het gebouw bevindt zich een kerkorgel, waarvan de orgelkast grotendeels nog van de hand van Arp Schnitger is, evenals nog enkele van de orgelpijpen.

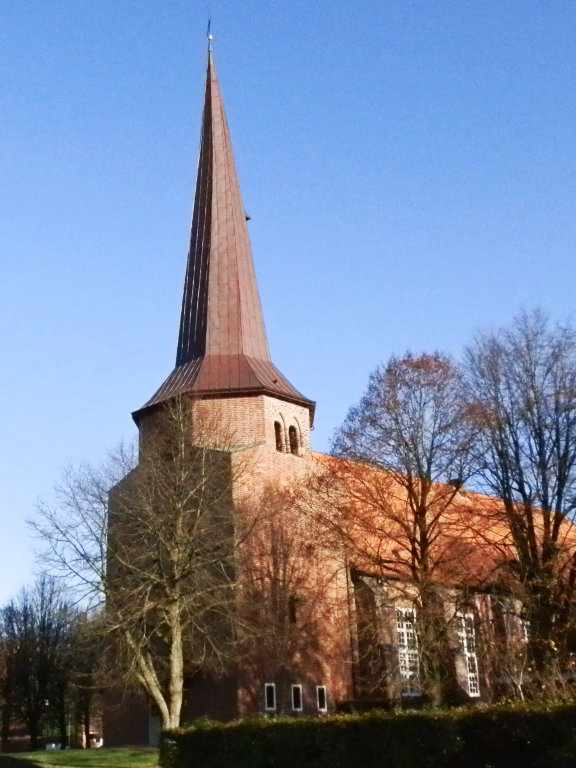
St. Johanneskerk in Oederquart
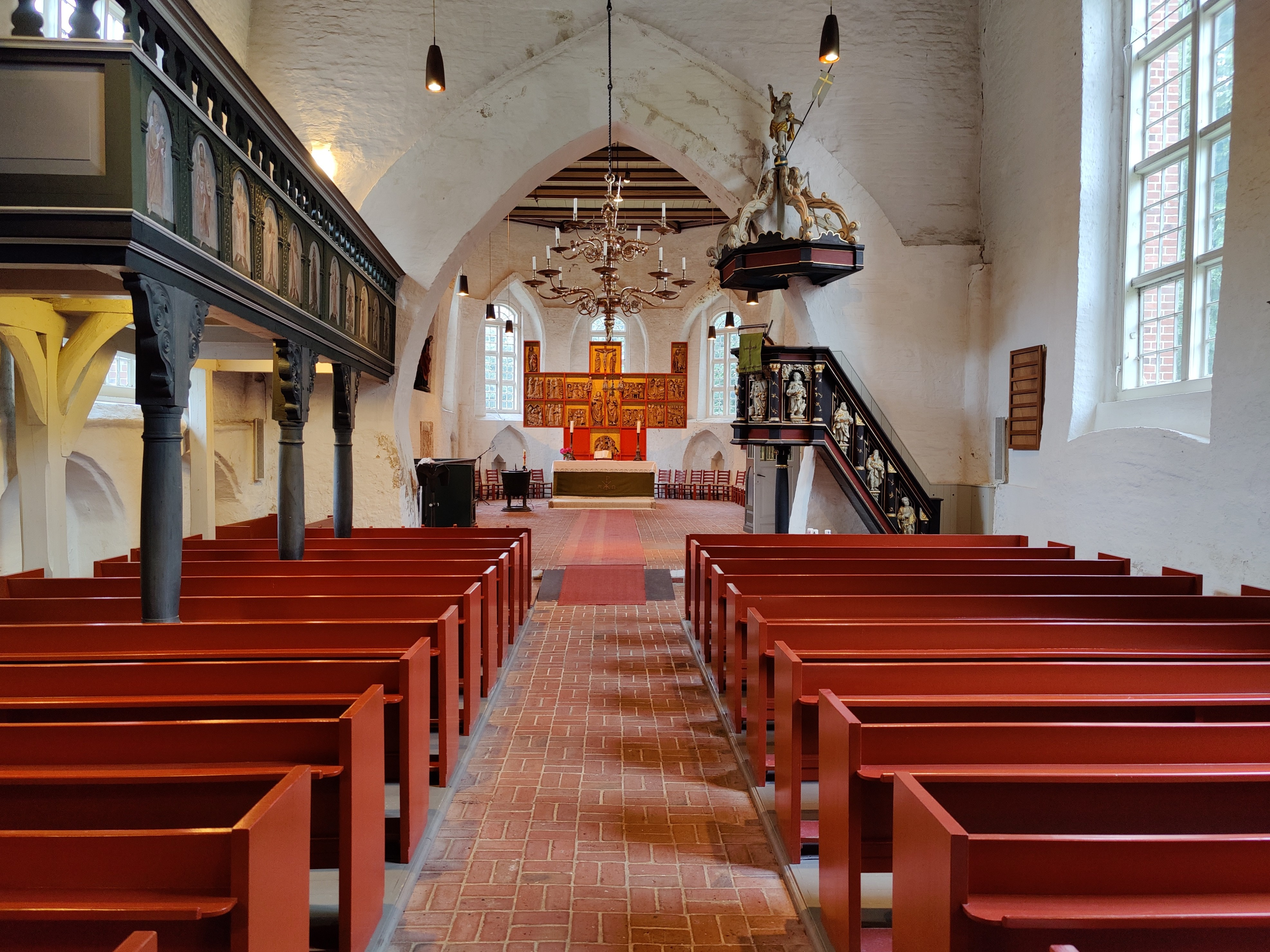
Interieur
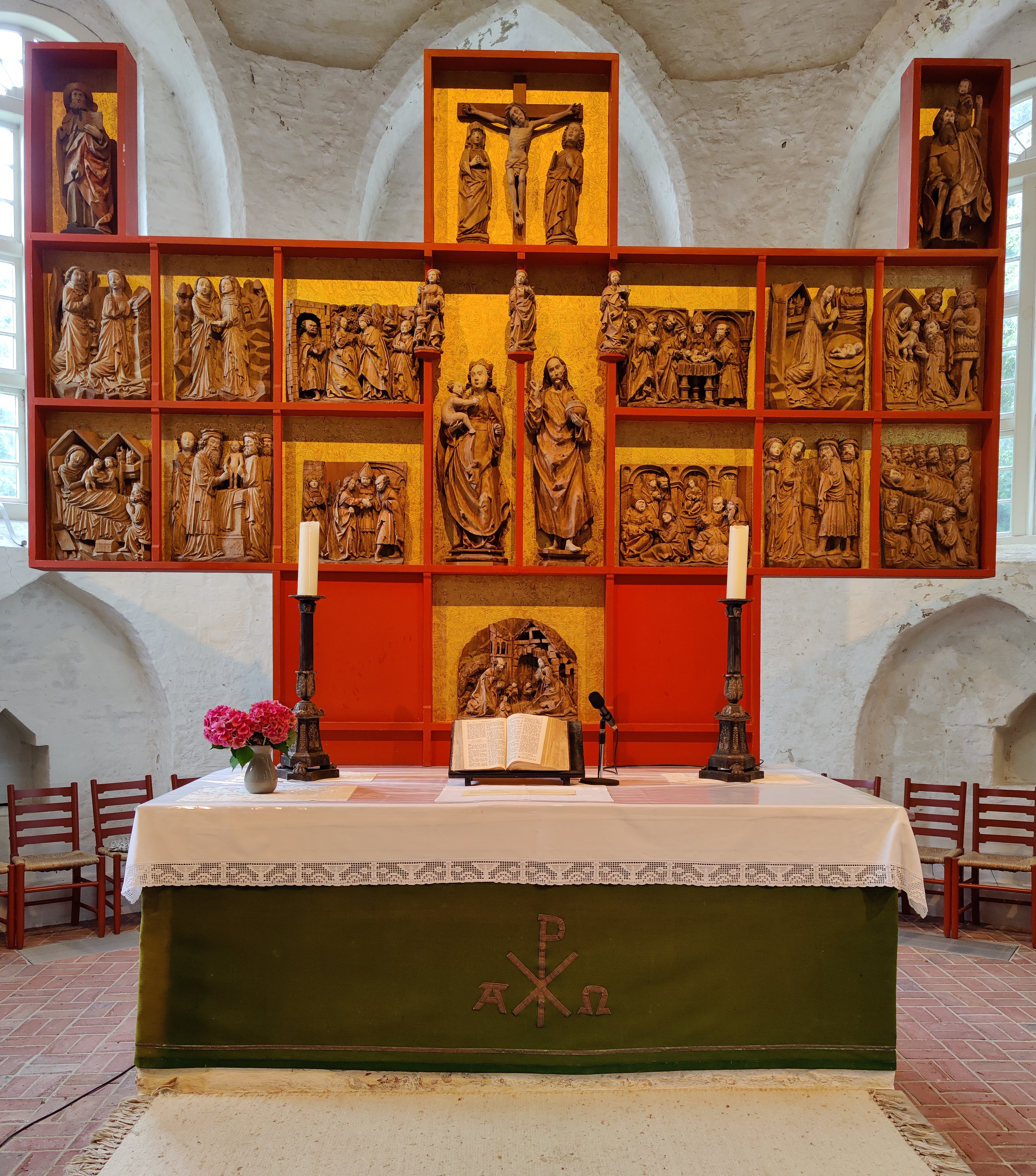
Altaar
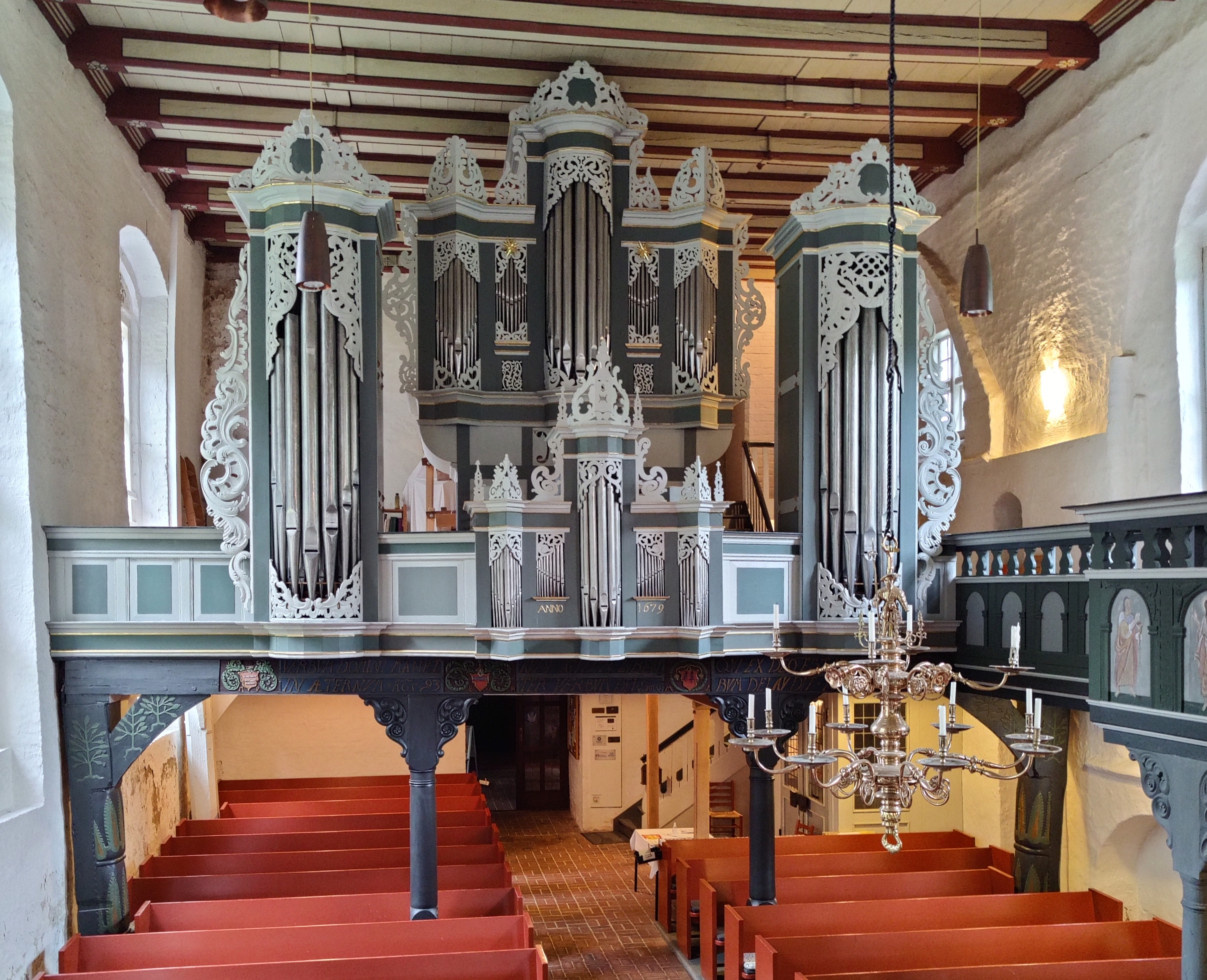
Orgel

De gemeente bestaat grotendeels van de fruitteelt. Reeds in de 17e eeuw was Oederquart bekend vanwege de appels en peren, die uit zijn boomgaarden kwamen. 
Door Oederquart lopen enige wandel- en fietsroutes. 
- Gemeinsame Normdatei: 16337730-3
- Virtual International Authority File: 228735192

Agathenburg · 
Ahlerstedt · 
Apensen · 
Balje · 
Bargstedt · 
Beckdorf · 
Bliedersdorf · 
Brest · 
Burweg · 
Buxtehude · 
Deinste · 
Dollern · 
Drochtersen · 
Düdenbüttel · 
Engelschoff · 
Estorf · 
Fredenbeck · 
Freiburg (Elbe) · 
Großenwörden · 
Grünendeich · 
Guderhandviertel · 
Hammah · 
Harsefeld · 
Heinbockel · 
Himmelpforten · 
Hollern-Twielenfleth · 
Horneburg · 
Jork · 
Kranenburg · 
Krummendeich · 
Kutenholz · 
Mittelnkirchen · 
Neuenkirchen · 
Nottensdorf · 
Oederquart · 
Oldendorf · 
Sauensiek · 
Stade · 
Steinkirchen · 
Wischhafen